# Scandal (јапанска музичка група)
Скандал (јап. スキャンダル, Sukyandaru) је јапански женски рок бенд из Осаке. Формирале су га четири девојке у августу 2006. године. Изводиле су уличне наступе док их није приметио Kitty Records. У 2008. години су објавиле три инди сингла и мини-албум. Изводиле су концерте у САД, Француској и Хонг конгу. Тог октобра Скандал је објавио свој први деби сингл "Doll" под издавачком кућом Epic Records Japan где почиње њихова каријера која траје и данас
Група је извела песме за многе аниме серије, укључујући "Shōjo S" и "Harukaze" за Bleach и "Shunkan Sentimental" за Fullmetal Alchemist: Brotherhood. Са бројним страним наступима и песмама за аниме серије Скандал је постао светски познат.

## Чланови
Харуна Оно (小野春菜 Ono Haruna) - Водећи вокали, ритмичка гитара
- Датум рођена: 10. август 1988.
- Родни град: Аичи, Јапан

Мами Сасазаки(笹崎まみ Sasazaki Mami) - Соло-гитара, пратећи вокали
- Датум рођена: 21. мај 1990.
- Родни град: Аичи, Јапан

Томоми Огава (小川ともみ Ogawa Tomomi) - Бас-гитара, вокали
- Датум рођена: 31. мај 1990.
- Родни Град: Хјого, Јапан

Рина Сузуки (鈴木理菜 Suzuki Rina) - Бубњеви, клавијатура, гитара, пратећи вокали
- Датум рођена: 21. августа 1991.
- Родни град: Нара, Јапан

## Историја

### Инди каријера - 2006-2008
Скандал су формирале четири девојке: Харуна, Томоми, Мами и Рина које су се у августу 2006. године састале у школи плеса и певања "Caless" у Осаци. Убрзо након тога почеле су наступати у Osaka Castle Park-у. После неколико наступа почеле су добивати понуде од клубова у Осаки и Кјоту. Бенд је добио име по знаку у близини Studio Brotherz-а, студио у којем су вежбале у раним данима. Студио се налазио на шестом спрату зграде која је била дељена са другим предузећима. Одлучиле су да изаберу највећи знак међу продавницама, „Скандал” (スキャンダル Sukyandaru), за име свог бенда.
Скандал је потписао уговор са Kitty Records-ом и објавио три сингла ексклузивно за Tower Records у 2008. Први сингл "Space Ranger" рангиран је #2 на Tower инди-листама а друга два сингла "Koi Moyō" и "Kagerō" су била рангирана #1. У марту су кренули на Japan Nite САД турнеју 2008. године, обилазећи шест великих градова у САД. Такође су наступали на Sakura-Con-у, једном од највећих аниме конвенција у САД. У јулу су наступале испред 10,000 људи у Француској и такође у Хонгконгу у августу. Скандал је закључио своју инди каријеру са издавањем свог првог мини-албума, Yah! Yah! Yah! Hello Scandal: Maido! Scandal Desu! Yah Yah Yah!.

### 2008-2009
У октобру 2008. године су направили деби са првим мејџор синглом "DOLL" под издавачком кућом Epic Record Japan-ом. То им је дало већу изложеност, укључујући и наступе на мејнстрим музичким телевизијама као што је Music Station. Издали су и други мејџoр сингл "Sakura Goodbye" у марту 2009. у знак сећања на Мамино и Томомино завршавање средње школе. Ова песма је нова верзија песме "Sakura" коју су само изводили уживо. Следећег месеца изашао је трећи мејџор сингл "" који је кориштен као десета уводна шпица анимеа Bleach. Тиме су стекли још већу популарност и сингл је био рангиран #6 на Орикон чартовима само два месеца касније.
Четрнаестог октобра Скандал је издао свој четврти мејџор сингл "" који је праћен деби албумом "Best Scandal", следеће седмице албум је био рангиран #5 на Орикон недељним лситама, што их чини првим женским бендом после "Zone"-a који је са деби албумом рангирао у првих пет места. У децембру Скандал је кренуо на "Scandal First Live: Best Scandal Tour" турнеју у 2009. години. За 2009. годину Скандал је освојио „Награду за најбољег уметника” на 51. Japan Record Award-у, али изгубио „Награду за најбољег новог уметника” од корејског бој-бенда Big Bang.

### 2010
Скандал је 2010. годину започео са петим мејџор синглом "Shunkan Sentimental". Кориштен је у анимеу Čelični alhemičar: Bratstvo, и данас је најслушанија Скандалова песма на Јутјубу. Наредног месеца, започели су пролећну турнеју "Scandal: Shunkan Sakura Zensen Tour 2010 Spring". Пре њеног почетка бенд је спровео анкету на Твитеру за изабирање песме којом ће покрити тунеју. Победила је "Secret Base (Kimi ga Kureta Mono)" коју је одабрало више од 600 људи. У јуну, Скандал је објавио поп сингл за лето, "Taiyō to Kimi ga Egaku Story", а затим своју прву оригиналну баладу, "Namida no Regret", у јулу.
Између краја јула и почетком августа, Скандал је отпутовао у Хонгконг. Бенд је наступао трећу годину за редом у Animation-Comic-Game Hong Kong конвенцији и одржали су свој први соло лајв концерт у Хонгконгу, који се распродао. Скандал је такође представљен на насловној страни Хонгконшког часописа "re:spect music", и њихове раније објављен сингл "Taiyō to Kimi ga Egaku Story" је достигао прво место на Џеј-поп листама Радио Телевизије Хонгконга.
Након повратка у Јапан, Скандал је објавио свој други албум, "Temptation Box", а 11. августа. Албум је дебитовао на #3 на Орикон недељним листама. Албум је објављен у 42 земље широм света.
Два месеца након Temptation Box-а, Скандал је издао свој осми мејџор сингл "Scandal Nanka Buttobase", 6. октобра 2010. Песму је написао и компоновао брачни дуо Јоко Аки и Риудо Узаки, који су познати по стварању много песама за Момое Јамагучи. Лимитирано издање ДВД-а садржи први наступ бенда у телевизијској емисији, Shiteki Ongaku Jijō укључујући њихов кавер песме "Secret Base (Kimi ga Kureta Mono)" из маја. Рина је први пут преузела водећи вокал у песми Sunny Day Sunday.

### 2011
Скандал је наставио 2011. годину са својим деветим мејџор синглом 9. фебруара под називом "Pride", песма је кориштена као друга тема за аниме Star Driver: Kagayaki no Takuto. Њихов десети мејџор сингл, "Haruka", објављен је 20. априла. Коришћена је као тема за анимирани филм "Tofu Kozou", док је песма "Satisfaction" касније коришћена као промотивна песма за Виндовс 8. Након тога изашао је њихов једанаести мејџор сингл, "Love Survive", као и њихов трећи студијски албум Baby Action. Такође су започели своју прву Азијску турнеју, наступали су на распроданим концертима у Хонгконгу, Тајвану и Сингапуру.

### 2012
Година 2012. се показала као велика за Скандал. Њихов дванаести мејџор сингл, "Harukaze", коришћен је као уводна шпица за аниме Bleach. Наредног месеца, објавили су свој први компилацијски албум, Scandal Show, и ДВД свог првог концерта у Nippon Budokan-у, чиме су постали бенд који је најбрже наступао у Nippon Budokan-у после свог дебија. У јулу, објавили су свој тринаести мејџор сингл "Taiyō Scandalous". Овај сингл је означио прве званичне верзије својих субјединица, Добондобондо (Мами и Томоми) и Алмонд Краш (Харуна и Рина). Ово је праћено њиховим четрнаестим мејџор синглом, "Pin Heel Surfer", и њиховим четвртим студијским албумом, -{[[Queens Are Trumps: Kirifuda wa Queen]}-]. Са овим албумом, постали су први женски бенд да постигне четири узастопне топ 5 позиције у Орикон недељним листама. Такође су одржали концерт у Малезији у децембру, чиме су постали први јапански бенд да тамо одржи соло концерт. Такође Рина је постала члан групе "Halloween Junky Orchestra" с којом је снимила хит сингл "Halloween Party".

### 2013
Скандал је почео 2013. годину испуњавањем једног од својих највећих снова који су имали од њиховог настанка, наступа у свом родном граду у концертној дворани Osaka-jō Hall у марту који је објављен на ДВД-у. Касније тог месеца су такође наступали испред распродане публике на својој 2. азијској турнеји у Индонезији, Сингапуру и Тајланду. Током овог периода такође су најавили свој четрнаести мејџор "Awanai Tsumori no, Genki de ne" објављен у мају, који се користио као тема за филм "Ore wa Mada Honki Dashitenai Dake". У априлу, учествовали су у неким фестивалима као што су KAWAii!! MATSURi 2013 у Tokyo Metropolitan Gymnasium-у, у Rock in Japan Festival 2013 у Hitachi Seaside парку. Након тога су извели свој летњу трунеју "SCA wa Mada Houki Dashitenai Dake". У августу, објавили су свој 16. мејџор сингл "Kagen no Tsuki", са б-страном "Kimi to Mirai to Kanzen Douki" коју су користили као део сарадње са пројектом "РОБОТ Скандал".

### 2014
У јануару, група је одржала ексклузивну турнеју за чланове фан-клуба SCANDAL MANIA под називом "SCANDAL COLLECTION 2014". У фебруару, Скандал је објавио сингл заједно са Т. М. Revolution-ом за игру "Sengoku BASARA 4" под називом COUNT ZERO | Runners high. Такође, у фебруару и марту, Харуна је постала за једно време глумица: играла је у представи за аниме "Ginga Eiyuu Densetsu Dai 4 Shou Kouhen Gekitotsu". У фебруару, отворен је и званични налог на Фејсбуку где објављују на енглеском језику. У марту, Томоми се придружила DOMOTO BROS. BAND-у и почела да наступа у емисији "Shin Domoto Kyoudai" као басиста до октобра ове године. У истом месецу, девојке су одржале концерт за Band Yarou Yo!!Vol.5. Такође, покрили су албум групе "DREAMS COME TRUE" под називом "Watashi to Drecom－DREAMS COME TRUE 25th ANNIVERSARY BEST COVERS". У априлу, Скандал је објавио осамнаести сингл под називом "Departure", б-страна сингла "Rainy" је коришћена у филму "The Mortal Instruments: City of Bones". У јуну, група је одржала концерте у Honolulu Ekiden & Music Festival 2014 (hi, USA), SCANDAL ARENA LIVE 2014 "360°" и SCANDAL ARENA дводневни LIVE 2014 "FESTIVAL". Такође, тог месеца су почели да продају копије инструмената девојака који су настали у 2012. години. У јулу је објављен деветнаести мејџор сингл "Yoake no Ryuuseigun" са б-страном "Pokemon Ieru Kana" која је коришћена за нови аниме филм "Покемон". Песма "Your Song" је настала у сарадњи са J-MELO TV-ом. Крајем јула Рина је одржала своју прву бубњарску радионицу, а на њен рођендан је објављена књига под називом "One Piece". У септембру девојке су имале турнеју под називом "SCANDAL LIVE HOUSE 10DAYS Kyuu ni Kite Moratte Gomen". Такође су објавили двадесети мејџор сингл "Image" у Новембру и шести студијски албум "Hello World" у Децембру. У овом албуму Рина први пут пева целу песму и свира гитару.

### 2015
Те зиме, девојке су освојиле прво место на 8. J-MELO Awards-у и победиле у неколико категорија на J-Pop Asia Awards 2014. Међутим, највећа вест из 2015. године била је позната већ у јесен 2014. године - Њихова светска турнеја под називом "SCANDAL WORLD TOUR 2015 HELLO WORLD". Четрдесет један концерт одржан је од краја јануара до краја маја. СКАНДАЛ је наступао у разним градовима Јапана, а на крају априла је отишао у иностранство, наступали су у Паризу (Француска), Лондону (Велика Британија), Есену (Немачка), Сингапуру, Тајвану, Мексико Ситију (Мексико), Чикагу, Лос Анђелесу, Анахајму (САД), као и у Хонг Конгу. У част турнеје у Европи објавили су компилацију "GREATEST HITS - EUROPEAN SELECTION" у мају. Раније, у априлу, објављен је албум "Aisuru" венда SUPER BEAVER, где Мами пева у песми "Q&A". Харуна је учествовала у пројекту FM802 ACCESS, пошто је ушла у групу Sugar&The Fire Radio и снимила песму "Music Train Haru no Majujitsu" за радио. У јуну је најављен двадесет први мејџор сингл "Stamp" који је објављен у јулу. Музички видео је сниман у Венис Бичу у Лос Анђелесу, и на острву Гуам (САД. То је био пври пут да симју Музички видео изван Јапана. Дан након објављивања сингла "Stamp" бенд је најавио нови сингл под називом "Sisters". 17. октобрa у биоскопу Јапана је објављен документарац групе "Hello World". На ДВД је објављен 23. децембра. Деветог децембра, Скандал је започео турнеју "SCANDAL ARENA TOUR 2015-2016 PERFECT WORLD".

### 2016
1. јануара Скандал је први пут учествовао на манифестацији "Countdown Japan 15/16". Група је направила песму "Party" за нови албум "Saikou no Shiuchi" познате јапанске певачице Рине Катахире који је објављен 3. фебруара. Песма "Morning Sun" из албума "Yellow" је коришћена као тема за филм "Neko Nanka Yondemo Konai". Пре изласка новог албума отворена је Скандалова званична продавница робе Фидбек. Другог марта објављен је седми студијски албум "Yellow", такође је објављен у Европи под ознаком JPU Records-а. На албуму се налази бонус, енглеска верзија песме "Your Song". Ово је био први пут да су све песме из албума написали чланови бенда. 4. Јуна су започели Нову турнеју у Азији под називом SCANDAL TOUR 2016 "YELLOW". У јулу 2016. године њихов лого се појавио на ципелама Vans. 27. Јула је изашао њихов 23. мејџор сингл под називом "Take Me Out". Сингл је изашао у 3. верзије: Регуларну и Лимитиране А и Б верзије. У Лимитираним верзијама се вратио ДобонДобондо дуо са песмама "Sekapero" и "Dobondobondo Dungeon". У част десетогодишњице постојања бенда у аугусту је одржан концерт у Осаци а снимак концерта је изашао на ДВД-у под називом "Scandal 10th Anniversary Festival: 2006-2016". Ове године је у септембру одржана турнеја у Европи у Амстердаму (Холандија), Келну, Хамбургу (Немачка), Вроцлаву (Пољска), Бечу (Аустрија), Милану (Италија), Марсељу (Француска), Барселони (Шпанија), Лондону (Уједињено Краљевство) и Паризу (Француска). Након европске турнеје одржана је нова турнеја за чланове SCANDAL Mania клуба "SCANDAL MANIA TOUR 2016" у октобру. У јануару 2017 ће изаћи нови компилацијски албум. Фанови могу гласати за садржај албума на Скандаловом веб сајту. Такође је потврђена турнеја у свих 47 префектура у Јапану. Турнеја ће трајати од марта до јула следеће године са 53 наступа.

### 2017
Нови компилацијски албум "Скандал" изашао је 15. фебруара. Уз 34 песме које су изгласали фанови из целога света у албуму су биле и две нове песме "Freedom Fighters" и "HELLO".
Бенд је промовисао албум на много радија а такође су извели своју нову песму "Freedom Fighters" на ТВ Абеми. На ДВД верзији се такође налазе снимци са њихове турнеје у Европи. Скандал ће ове године наступати на RISING SUN ROCK FESTIVAL-у 8. аугуста. Завршетком прве половине турнеје у 47 префектура Јапана најављено је да ће Скандал такође наступати на "ROCK IN JAPAN FESTIVAL 2017" фестивалу.

## Дискографија

### Албуми
| Године Објављивања | Име Албума                           |
| ------------------ | ------------------------------------ |
| 2009               | Best Scandal                         |
| 2010               | Temptation Box                       |
| 2011               | Baby Action                          |
| 2012               | Queens Are Trumps: Kirifuda wa Queen |
| 2013               | Standard                             |
| 2014               | Hello World                          |
| 2016               | Yellow                               |

### Мини Албуми
| Године Објављивања | Име Албума                                                             |
| ------------------ | ---------------------------------------------------------------------- |
| 2008               | YAH! YAH! YAH! HELLO SCANDAL ~Maido! SCANDAL Desu! Yah Yah Yah! (инди) |
| 2010               | R-GIRL's ROCK! (кавер мини-албум)                                      |

### Компилације
| Године Објављивања | Име Албума                         |
| ------------------ | ---------------------------------- |
| 2012               | Scandal Show                       |
| 2013               | Encore Show                        |
| 2015               | Greatest Hits - European Selection |
| 2017               | Scandal                            |

### Синглови
| Године Објављивања | Име Сингла                                                  |
| ------------------ | ----------------------------------------------------------- |
| 2008               | Space Ranger (スペースレンジャー) (инди)                    |
| 2008               | Koi Moyou (恋模様) (инди)                                   |
| 2008               | Kagerou (カゲロウ) (инди)                                   |
| 2008               | DOLL                                                        |
| 2009               | SAKURA Goodbye (SAKURAグッバイ)                             |
| 2009               | Shoujo S (少女S)                                            |
| 2009               | Yumemiru Tsubasa (夢見るつばさ)                             |
| 2010               | Shunkan Sentimental(瞬間センチメンタル)                     |
| 2010               | Taiyou to Kimi ga Egaku STORY (太陽と君が描くSTORY)         |
| 2010               | Namida no Regret (涙のリグレット)                           |
| 2010               | SCANDAL Nanka Buttobase (スキャンダルんかブッ飛ばせ)        |
| 2011               | Pride                                                       |
| 2011               | Haruka (ハルカ)                                             |
| 2011               | LOVE SURVIVE                                                |
| 2012               | HARUKAZE (春風)                                             |
| 2012               | Taiyou Scandalous (太陽スキャンダラス)                      |
| 2012               | Pin Heel Surfer (ピンヒールサーファー)                      |
| 2013               | Awanai Tsumori no, Genki de ne (会わないつもりの、元気でね) |
| 2013               | Kagen no Tsuki (下弦の月)                                   |
| 2013               | OVER DRIVE                                                  |
| 2014               | Departure                                                   |
| 2014               | Yoake no Ryuuseigun (夜明けの流星群)                        |
| 2014               | Image                                                       |
| 2015               | Stamp!                                                      |
| 2015               | Sisters                                                     |
| 2016               | Take Me Out (テイクミーアウト)                              |

### Сплит Синглови
| Године Објављивања | Име Сингла                                          |
| ------------------ | --------------------------------------------------- |
| 2015               | Count ZERO / Runners high (T.M.Revolution /SCANDAL) |